# American Chronicles
American Chronicles è un documentario televisivo scritto e prodotto da David Lynch e Mark Frost nel 1990.

## Storia
Il programma venne commissionato dalla Fox Broadcasting Company ai due autori che in quel periodo stavano ottenendo un successo senza precedenti con la serie I segreti di Twin Peaks sulla rete rivale ABC. Lynch e Frost decisero di non ripetere lo schema usato in Twin Peaks, ma di realizzare una serie tv di stampo documentaristico che raccontasse l'America da tutti i suoi punti di vista, con particolare interesse alla violenza tra i cittadini e alla sessualità. Gli ideatori vollero Richard Dreyfuss come narratore delle vicende, e il programma partì sulle reti Fox nel settembre del 1990. La serie tuttavia non riscosse il successo sperato e venne cancellata a partire dal nuovo anno.

## Episodi
In tutto vennero girati 13 episodi:
| Nº | Titolo                                           | Argomento                                              | Data              |
| -- | ------------------------------------------------ | ------------------------------------------------------ | ----------------- |
| 1  | Farewell to the Flesh                            | Carnevale di New Orleans                               | 8 settembre 1990  |
| 2  | The Eye of the Beholder                          | Concorso di Miss Texas                                 | 15 settembre 1990 |
| 3  | Manhattan After Dark                             | Vita notturna a Manhattan                              | 22 settembre 1990 |
| 4  | Auto-Obsession                                   | Amore per le auto negli Stati Uniti d'America          | 29 settembre 1990 |
| 5  | Biker Nation                                     | Appassionati di moto                                   | 6 ottobre 1990    |
| 6  | Semper Fidelis                                   | Corpo dei Marines degli Stati Uniti                    | 13 ottobre 1990   |
| 7  | This Gun's for Hire / Defender of the Faith      | Mercenariato / George Foreman                          | 27 ottobre 1990   |
| 8  | After a Fashion / An American Camelot            | Moda / Beverly Hills                                   | 3 novembre 1990   |
| 9  | Here Today, Gone Tomorrow / Truck Stop           | Circo / Camionisti a lunga percorrenza                 | 10 novembre 1990  |
| 10 | Once Upon a Time                                 | Hugh Hefner                                            | 17 novembre 1990  |
| 11 | The Class of '65                                 | Rimpatriate scolastiche                                | 8 dicembre 1990   |
| 12 | Diamonds Are Forever / The Future That Never Was | Stadio Comiskey Park / Predizioni del futuro imprecise | 15 dicembre 1990  |
| 13 | Champions                                        | Idoli                                                  | 21 giugno 1992    |